# 가브리엘 하월
가브리엘 하월은 브리스틀 출신의 영국 무대, 텔레비전 및 영화 배우이다. 그의 텔레비전 역할로는 넷플릭스 시리즈 바디스 (2023)가 있다. 주요 출연작은 2025년 영화 《드래곤 길들이기》가 있다.

## 어린 시절
브리스틀 출신으로, 런던의 왕립연극학교에서 훈련을 받았다.

## 경력

### 무대
스티븐 모펏이 쓰고 마크 게이티스가 연출한 2022년 초연작 디 언프렌드의 오리지널 프로덕션에 참여했으며, 치체스터의 미네르바 극장에서 첫선을 보였다. 이후 디 언프렌드는 2023년 런던의 웨스트엔드 크리테리온 극장에서 공연되기 위해 이전되었으며, 리스 쉬어스미스, 어맨다 애빙턴 및 프랜시스 바버와 함께 출연했다. 하월의 역할 연기는 데일리 텔레그래프에서 "완벽한 무대 데뷔"라고 묘사되었다.
2024년 네이선 잉글랜더의 '우리가 안네 프랑크에 대해 이야기할 때 우리가 이야기하는 것'에 메릴본 왕립 극장에서 조슈아 말리나와 함께 출연했으며, 패트릭 마버가 연출을 맡았다.

### 영화 및 텔레비전
작가 겸 감독 윌리엄 스톤이 자신의 이전 단편 영화를 각색하여 1980년대 브리스틀을 배경으로 한 2022년 영국 영화 '더 펜스'에 출연했으며, 샐리 필립스가 출연했다.
2023년 넷플릭스 시리즈 바디스에서 엘리야스 역으로, 2024년 BBC 원 시리즈 나이츠슬리퍼에서 컴퓨터 전문가 토비 역으로 출연했다.
2025년 영화 드래곤 길들이기에서 히컵의 라이벌인 스놋라웃 조르겐슨 역을 맡았다.

## 필모그래피
| 미출시 | 아직 출시되지 않은 작품을 나타냄 |

| 연도 | 제목            | 역할              | 비고       |
| ---- | --------------- | ----------------- | ---------- |
| 2022 | 더 펜스         | 데니스            | 영화       |
| 2023 | 바디스          | 엘리야스          | 5 에피소드 |
| 2024 | 나이츠슬리퍼    | 토비              | 6 에피소드 |
| 2025 | 드래곤 길들이기 | 스놋라웃 조르겐슨 | 장편 영화  |